# 斯氏敏䲁
斯氏敏䲁（學名：Scartella springeri），又稱斯氏頂鬚䲁，為輻鰭魚綱鳚形目䲁科敏䲁屬的一種，被IUCN列為易危保育類動物，分布於東大西洋聖赫勒拿島海域，為特有種，本魚體延長，稍側扁，具有眼上鬚、鼻鬚及頸鬚且有分支，唇平滑，無犬齒，體長可達8.2公分，棲息在沿岸礁石區潮池，雌魚產附著性卵，雄魚有護卵行為，幼魚為浮游性，生活習性不明。